# À̰
Cette page contient des caractères spéciaux ou non latins. S’ils s’affichent mal (▯, ?, etc.), consultez la page d’aide Unicode.
À̰ (minuscule : à̰), appelé A tilde souscrit accent grave, est un graphème utilisé dans l’écriture du nateni.
Il s’agit de la lettre A diacritée d’un tilde souscrit et d’un accent grave.

## Représentations informatiques
Le A tilde souscrit accent grave peut être représenté avec les caractères Unicode suivants :
- précomposé (latin 1, diacritiques)[1],[2] :

| formes    | représentations | chaînes de caractères | points de code | descriptions                                                      |
| --------- | --------------- | --------------------- | -------------- | ----------------------------------------------------------------- |
| capitale  | À̰               | À◌̰                    | U+00C0 U+0330  | lettre majuscule latine a accent grave diacritique tilde souscrit |
| minuscule | à̰               | à◌̰                    | U+00E0 U+0330  | lettre minuscule latine a accent grave diacritique tilde souscrit |

- décomposé (latin de base, diacritiques) :

| formes    | représentations | chaînes de caractères | points de code       | descriptions                                                                  |
| --------- | --------------- | --------------------- | -------------------- | ----------------------------------------------------------------------------- |
| capitale  | À̰               | A◌̰◌̀                   | U+0041 U+0330 U+0300 | lettre majuscule latine a diacritique tilde souscrit diacritique accent grave |
| minuscule | à̰               | a◌̰◌̀                   | U+0061 U+0330 U+0300 | lettre minuscule latine a diacritique tilde souscrit diacritique accent grave |